# HD 147349
HD 147349，又名CP-62 5325，SAO 253539、HR 6089，是一颗恒星，视星等为6.15，位于銀經324.55，銀緯-9.63，其B1900.0坐标为赤經16h 16m 16.7s，赤緯-62° -9.63′ 31″。